# Mekongdelta

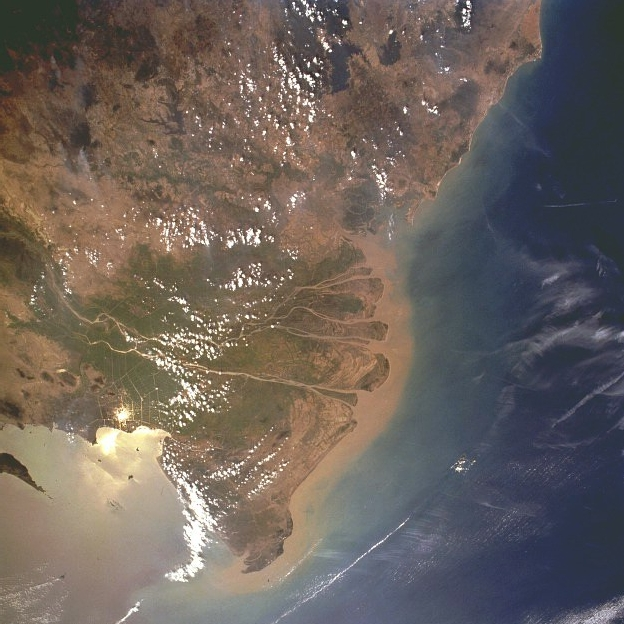
De Mekongdelta (gezicht naar zuidwesten, bron: NASA)

De Mekongdelta is een gebied in het zuidwesten van Vietnam waar de rivier Mekong met een net van zijtakken (die met kanalen zijn verbonden) in de Zuid-Chinese Zee uitmondt. De delta is door sedimentatie ontstaan en breidt zich jaarlijks uit met ongeveer 80 meter. De delta omvat een oppervlakte van 39.000 km². De grootte van het gebied dat bedekt is met water verschilt per seizoen.

## Provincies
| No. | Provincie/Gemeente | Inwoners/km² |
| --- | ------------------ | ------------ |
| 1   | Cần Thơ            | 1401,6       |
| 2   | An Giang           | 3536,8       |
| 3   | Bạc Liêu           | 2584,1       |
| 4   | Bến Tre            | 2360,2       |
| 5   | Cà Mau             | 5331,7       |
| 6   | Đồng Tháp          | 3376,4       |
| 7   | Hậu Giang          | 1601,1       |
| 8   | Kiên Giang         | 6348,3       |
| 9   | Long An            | 4493,8       |
| 10  | Sóc Trăng          | 3312,3       |
| 11  | Tiền Giang         | 2484,2       |
| 12  | Trà Vinh           | 2295,1       |
| 13  | Vĩnh Long          | 1479,1       |

## Grote steden

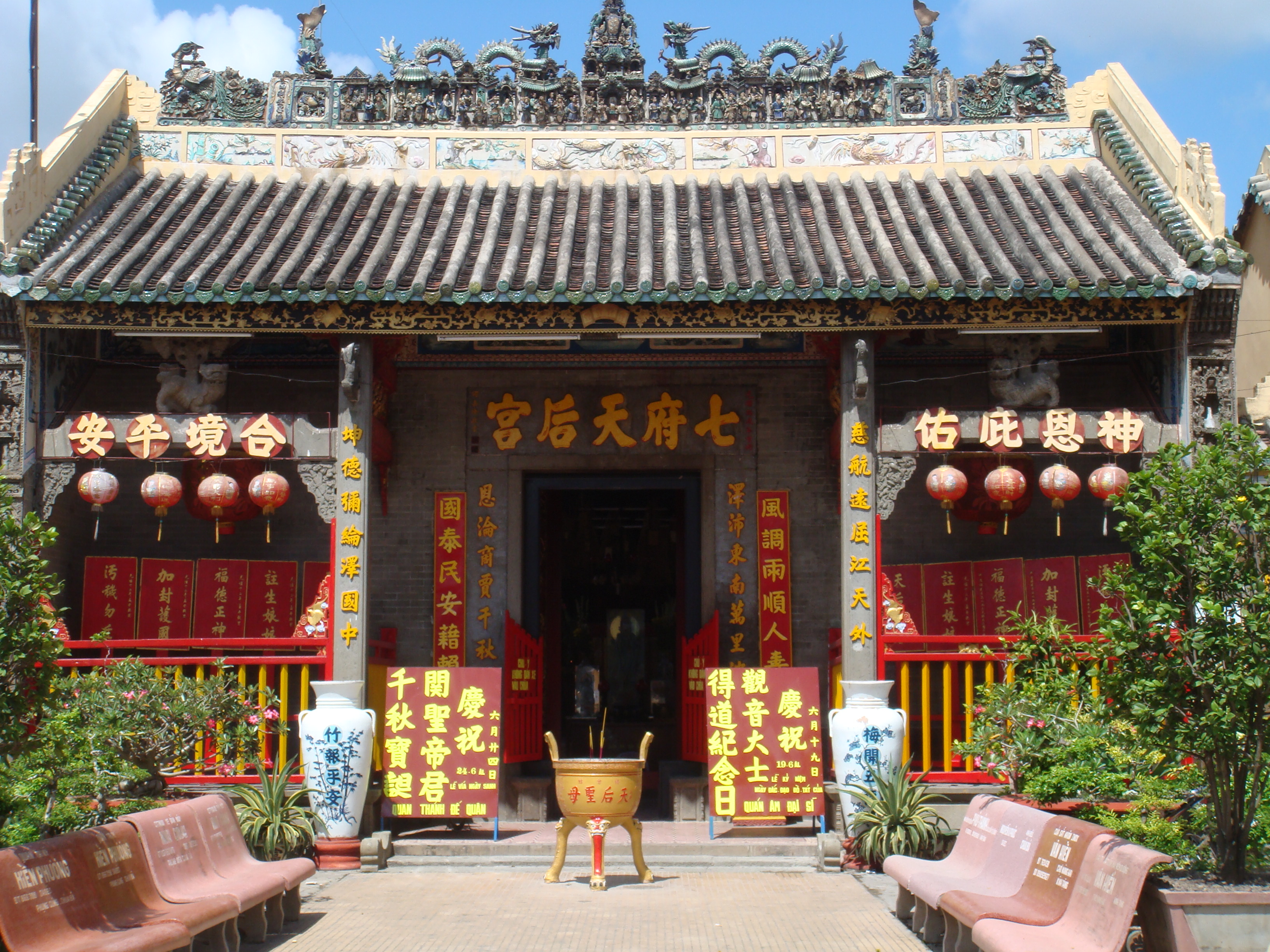
De Thien Hau pagode in het dorp Sa Dec, Dong Thap

De bekendste steden in de Mekongdelta zijn Mỹ Tho en Caí Bè vlak bij Ho Chi Minh City, en, meer in het centrum van de regio, Vĩnh Long, Sa Đéc, en Cần Thơ.

## Economie

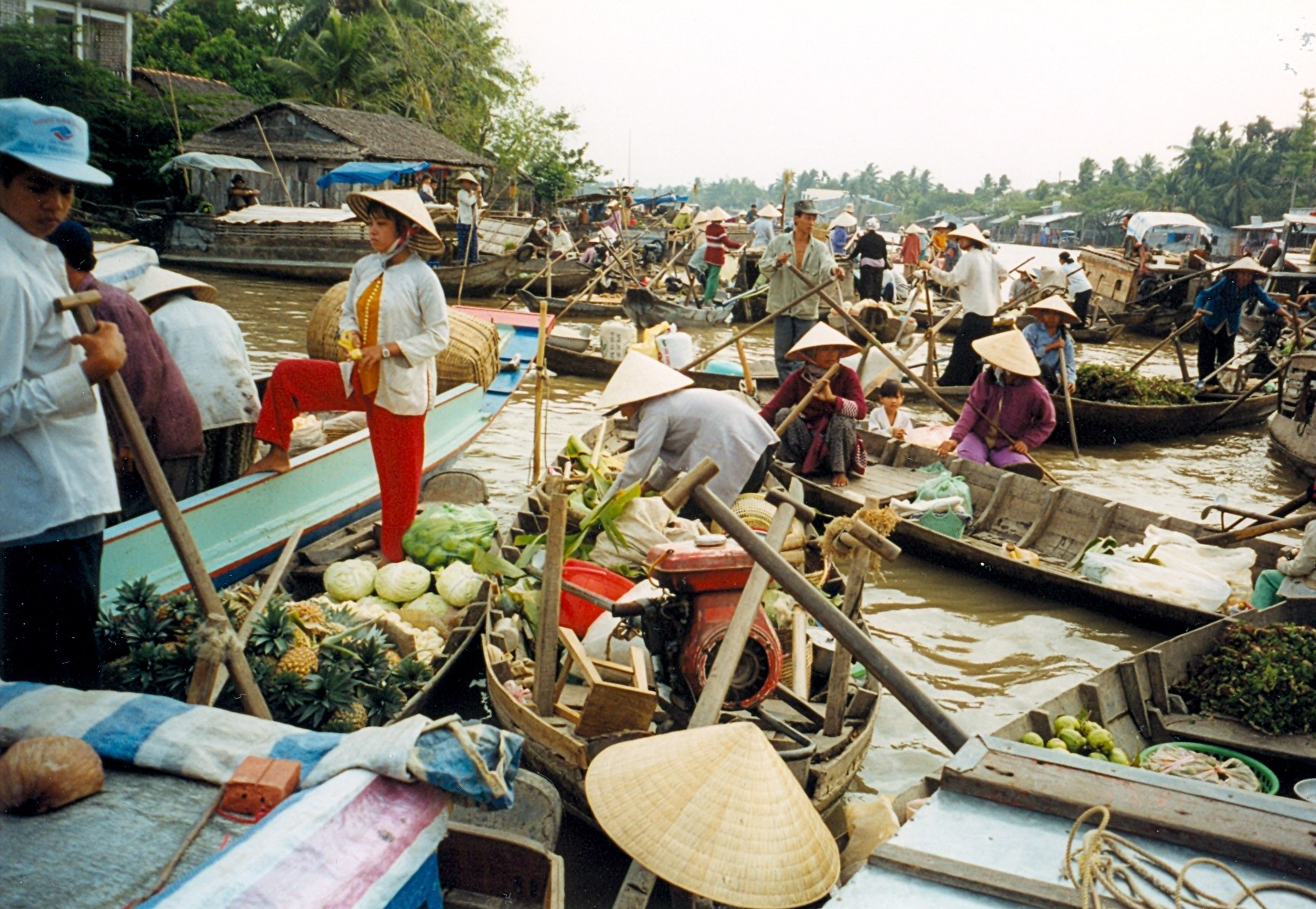
Drijvende markt van Cần Thơ

In het gebied ligt een groot aantal rijstakkers. Vietnam was in 2004 de op twee na grootste wereldexporteur van rijst, na Thailand en India, wat voor een groot gedeelte te danken is aan de opbrengsten in de Mekongdelta. In 2003 was Vietnam de tweede grootste rijstexporteur.